# Hyperacanthus talangninia
Hyperacanthus talangninia är en måreväxtart som först beskrevs av Dc., och fick sitt nu gällande namn av Franck Rakotonasolo och Aaron Paul Davis. Hyperacanthus talangninia ingår i släktet Hyperacanthus och familjen måreväxter. Inga underarter finns listade i Catalogue of Life.